# Slacker Cats
Slacker Cats é um sitcom animado em Adobe Flash da ABC Family, protagonizando dois gatos amigos—Buckley e Eddie—que sempre procuram quebrar a rotina que é ser um gato de estimação. O desenho é direcionado ao público adulto, tendo recebido uma classificação TV-14 pela televisão americana. A primeira temporada lançou em 2006 e teve apenas 6 episódios, a segunda lançou em 2009, tendo o mesmo número de episódios.

## Personagens
Nesse desenho, gatos falam e são bípedes como humanos. As histórias se passam na fictícia cidade californiana de Wendell.
- Buckley: um gato azul-escuro gordinho que é considerado a voz da razão. Inteligente e esperto, normalmente se mete em encrencas com seu amigo Eddie. É perdidamente apaixonado pela sua dona, Louise, tanto é que já a pediu em casamento, mas ela não lhe corresponde.
- Eddie: o melhor amigo de Eddie, é um gato dourado e sarcástico que adora mulheres—leia-se "gatas". Na maioria das vezes é o responsável pelas encrencas em que se mete com Buckley.
- Tabitha: uma gatinha rosa que, pela sua aparência, parece ser de rua. Sofre de dislalia, tem uma orelha mordida e adora Buckley e Eddie, mas na maioria das vezes ela os irrita. Sempre é introduzida cantarolando com sua bolsinha, o que sugere que ela seja criança.
- Dooper: um gato de rua muito medroso e nervoso, que por causa disso sempre conta teorias conspitarórias tolas para Buckley e Eddie.
- Mrs. Boots: uma gata rica que vive numa mansão, e tem as patas marrons, ao contrário do corpo que é lilás. É a rival de Buckley, e faz tudo para atrapalhar seus planos.
- Louise: a dona de Buckley, na qual ele vê o amor de sua vida.
- Ingrid e Latoyah: duas gatas cinzas bastante parecidas, as quais Eddie acha muito sensuais.